# Лагідне (Лозівський район)
Лагідне (до 18 лютого 2016 — Жовтневе) — селище в Україні, у Лозівській міській громаді Лозівського району Харківської області. Населення становить 94 осіб. До 2020 орган місцевого самоврядування — Кінненська сільська рада.

## Географія
Селище знаходиться на відстані 5 км від місця впадання в річку Бритай річки Попільна. На відстані 2 км розташоване селище Кінне. По селищу протікає пересихаючий струмок з загатою.

## Історія
- 1901 — дата заснування.
- 2016 — Селище Жовтневе перейменовано на селище Лагідне[1].
- 12 червня 2020 року, відповідно до Розпорядження Кабінету Міністрів України  № 725-р «Про визначення адміністративних центрів та затвердження територій територіальних громад Харківської області», увійшло до складу Лозівської міської громади.[2]
- 17 липня 2020 року, в результаті адміністративно-територіальної реформи та ліквідації колишнього Лозівського району (1923—2020), увійшло до складу новоутвореного Лозівського району Харківської області.[3]

## Економіка
- Молочно-товарна ферма.